# Bentevizinho-de-penacho-vermelho
Bentevizinho-de-penacho-vermelho ou  caça-moscas-sociável (Myiozetetes similis) é uma ave da família Tyrannidae. A espécie se distribui através das Américas, desde o México até o norte da Argentina.
Às vezes a espécie é dividida com Myiozetetes texensis, que se distribui do México até a Costa Rica.

## Descrição
Em aparência, o bentevizinho-de-penacho-vermelho lembra ser um neinei ou um bem-te-vi pequeno. O adulto mede 16–18 cm de comprimento e pesa 24-27 g. A cabeça é cinza-escura com uma faixa branca acima do olho e geralmente uma coroa oculta de laranja para vermelhão. A parte de cima do corpo é marrom-oliva, e as asas e a cauda são marrons com apenas fracas margens ruivas. A parte inferior do corpo é amarela e a garganta é branca. Os pássaros jovens têm uma máscara de olhos mais pálida, faixa da coroa reduzida e margens castanhas nas asas e nas penas da cauda.
Como o epíteto específico similis (latim para "o semelhante") indica, o bentevizinho-de-penacho-vermelho se parece muito com seu parente vivo mais próximo, o bentevizinho-de-asa-ferrugínea (Myiozetetes cayanensis), e também parecido com Phelpsia inornatus, Conopias albovittatus e o bentevizinho-do-brejo (Pitangus/Philohydor lictor). Na verdade, exceto de perto, eles são quase indistinguíveis apenas pela aparência. Ele e as duas espécies semelhantes maiores mencionadas acima compartilham muito de sua distribuição. Embora todos sejam aparentemente parentes próximos, o grupo ao qual parecem pertencer também inclui espécies com padrão de cabeça bastante diferente, como o bem-te-vi-de-cabeça-cinza, que pertence ao mesmo gênero.
A maneira mais fácil de diferencia-los de bem-te-vis é através do formato e tamanho do bico. Enquanto o canto do bem-te-vi é lento e curto, o canto do bem-te-vizinho é rápido e longo, embora dêem muitos piados antes de executarem seu canto característico.

## Alimentação
Na natureza são predominantemente insetivoros, comendo principalmente mosquitos.
Podem no entanto comer pedacinhos de carne, bolo, ração, mamão etc.

## Distribuição e ecologia

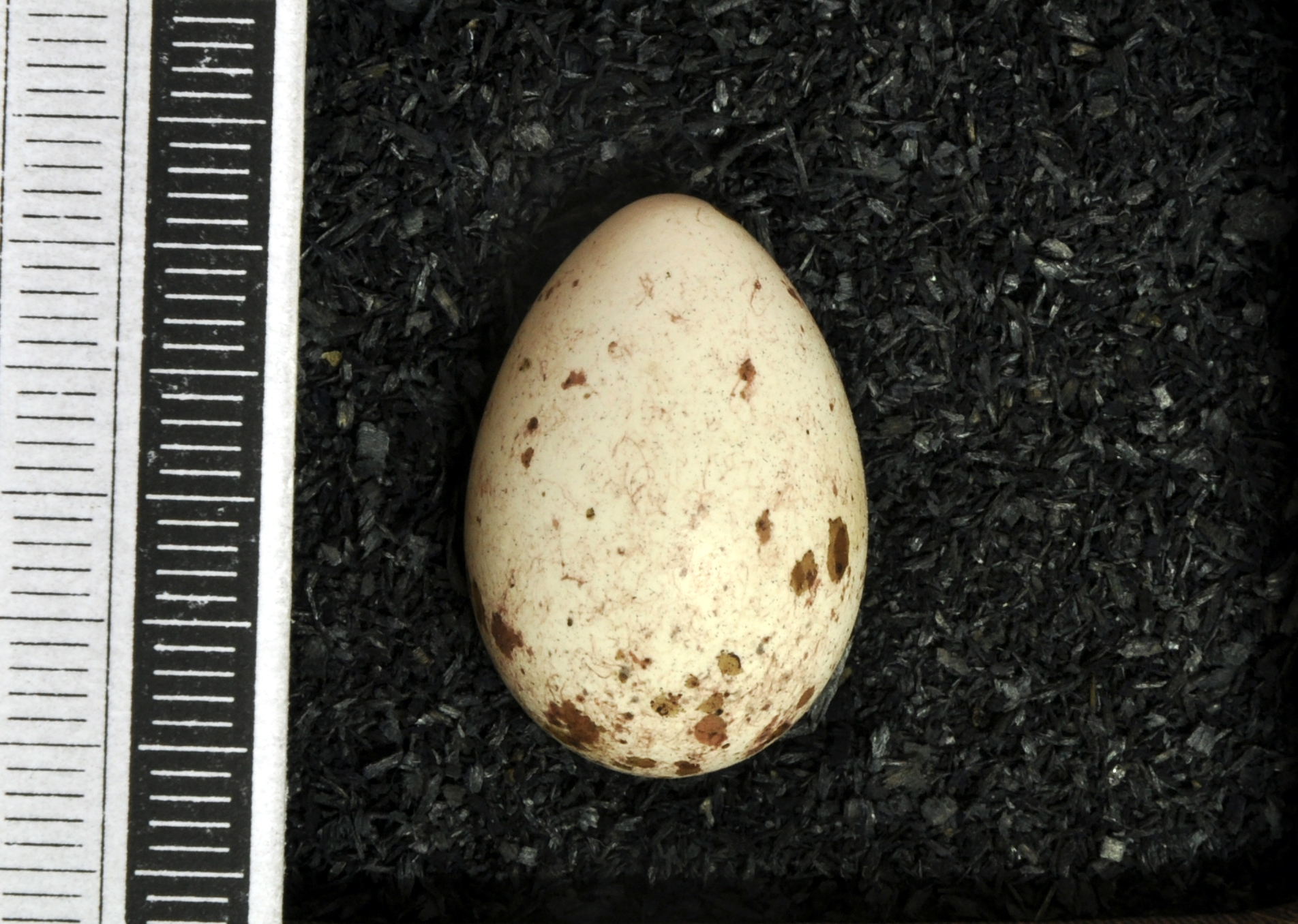
Ovo, coleção do Museu Wiesbaden

O bentevizinho-de-penacho-vermelho se reproduz em plantações, pastos com algumas árvores e bosques abertos desde o noroeste do México do sul ao nordeste do Peru, até o sul do Brasil e o noroeste da Argentina. É uma espécie comum e de grande distribuição e, portanto, não é considerada ameaçada pela IUCN.
Eles gostam de se empoleirar abertamente nas árvores, vários metros acima do solo. De tais poleiros, eles saem voando por distâncias consideráveis para pegar insetos em voo, para os quais eles utilizam uma variedade de manobras acrobáticas. Eles também pairam regularmente e bicam as folhas para presas e pequenas frutos silvestres - por exemplo, de gumbo-limbo (Bursera simaruba), que eles procuram e também utilizam em habitats modificados pelo homem, como a floresta secundária ou parques e jardins urbanos - e vão pegar presas do solo e até mesmo entrar em águas rasas para se alimentar de invertebrados aquáticos, girinos e, ocasionalmente, de peixes pequenos. Observou-se que eles forrageavam pacificamente ao lado de saguis-de-tufos-brancos (Callithrix jacchus) na vegetação rasteira, talvez até cooperando com os macacos para afastar as presas do esconderijo. Talvez esse comportamento só ocorra durante a seca, quando os frutos são mais escassos; notou-se que eles não se juntam a bandos mistos com muita frequência.
O ninho, construído pela fêmea em um arbusto, árvore ou em um prédio, é uma grande estrutura coberta de caules e palha, que para proteção é frequentemente construído perto de um ninho de vespas, abelhas ou formigas, ou o ninho de outro tiranídeo. O local do ninho geralmente fica próximo ou sobre a água. A ninhada típica é de dois a quatro ovos brancos ou creme manchados de marrom ou lilás, colocados entre fevereiro e junho.

## Galeria

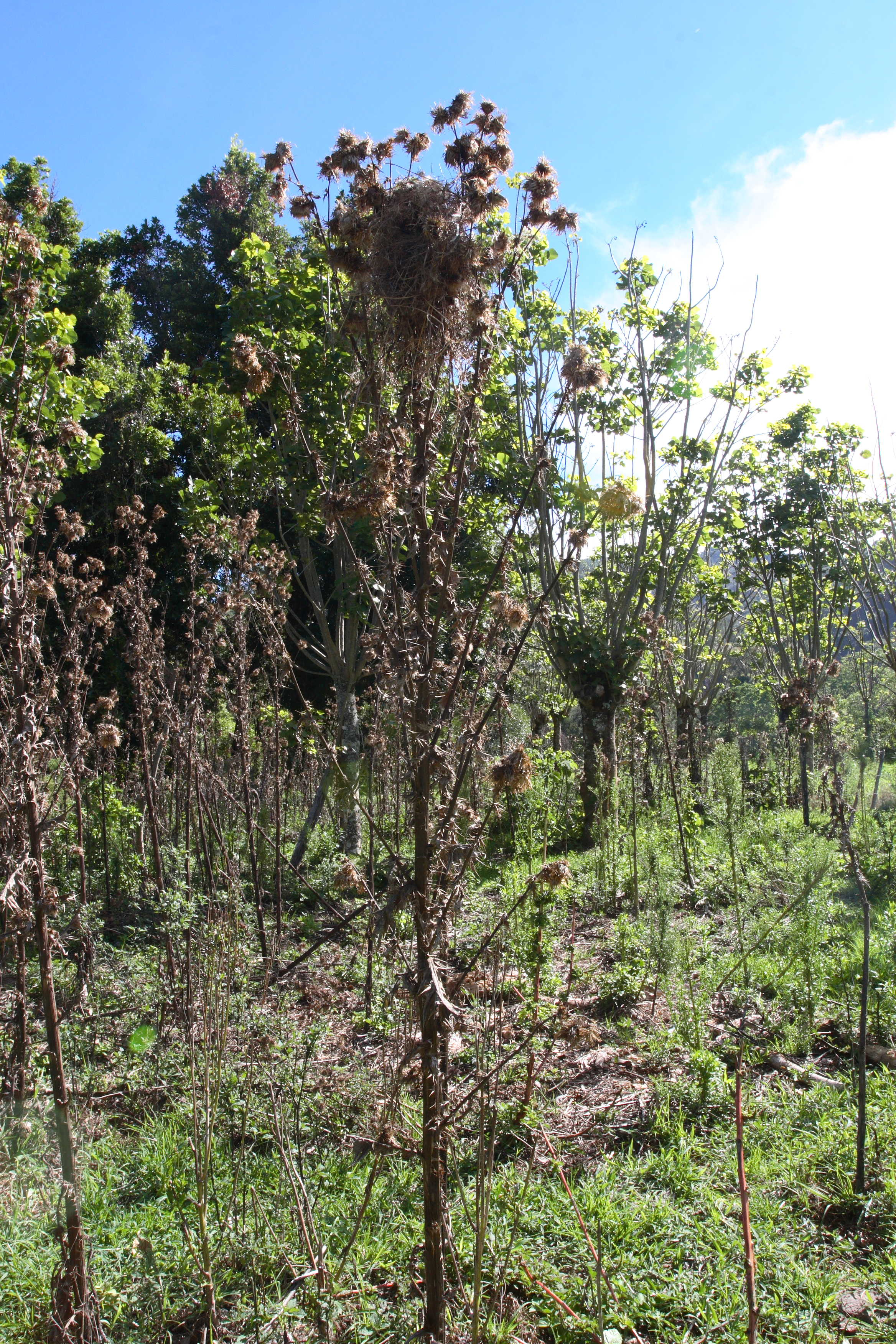
Ninho de bentevizinho-de-penacho-vermelho em um cercado de vacas perto de El Copey de Dota, Costa Rica
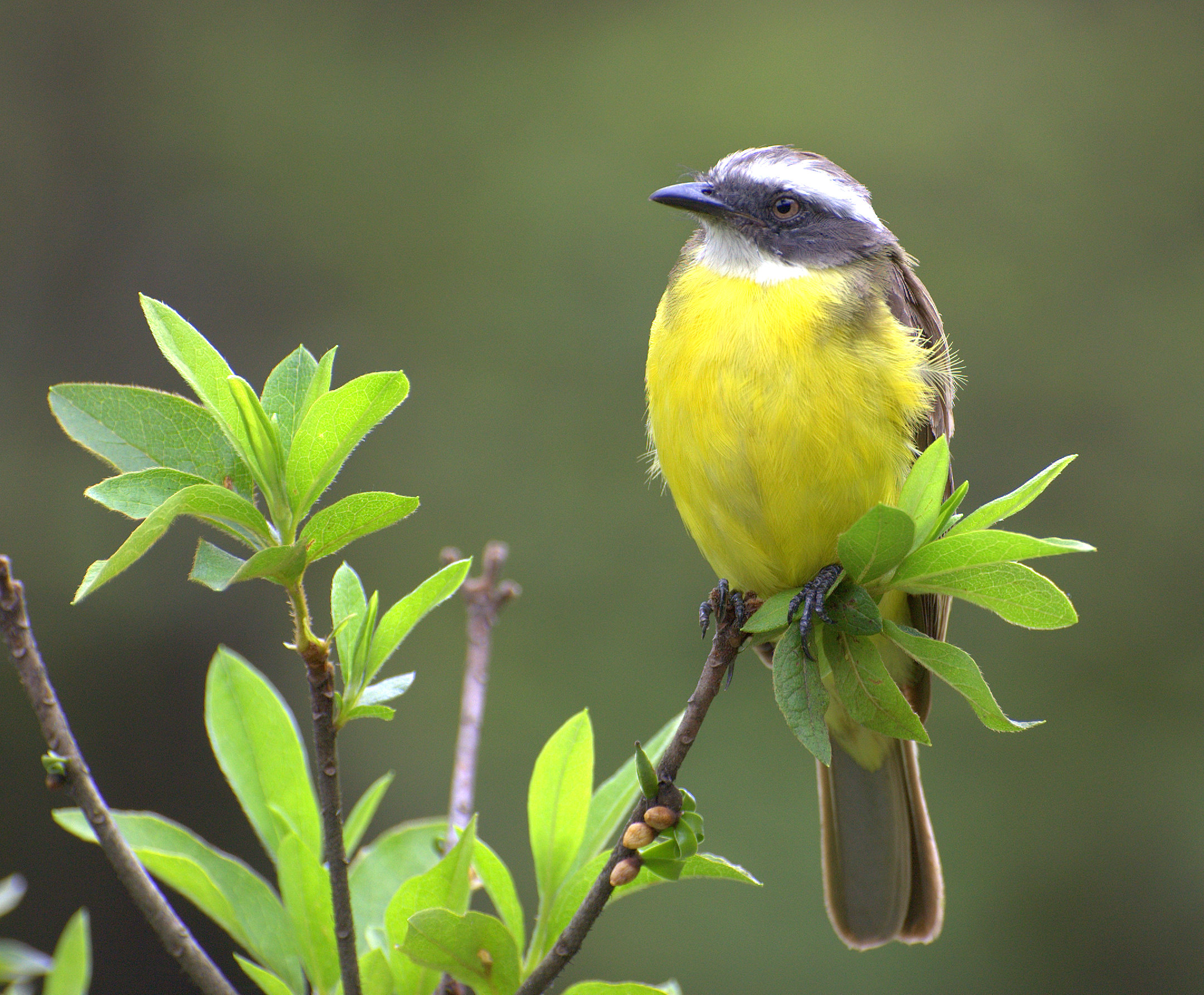
M. s. pallidiventris, asubespécie mais ao sul. Jardim Botânico de São Paulo, Brasil
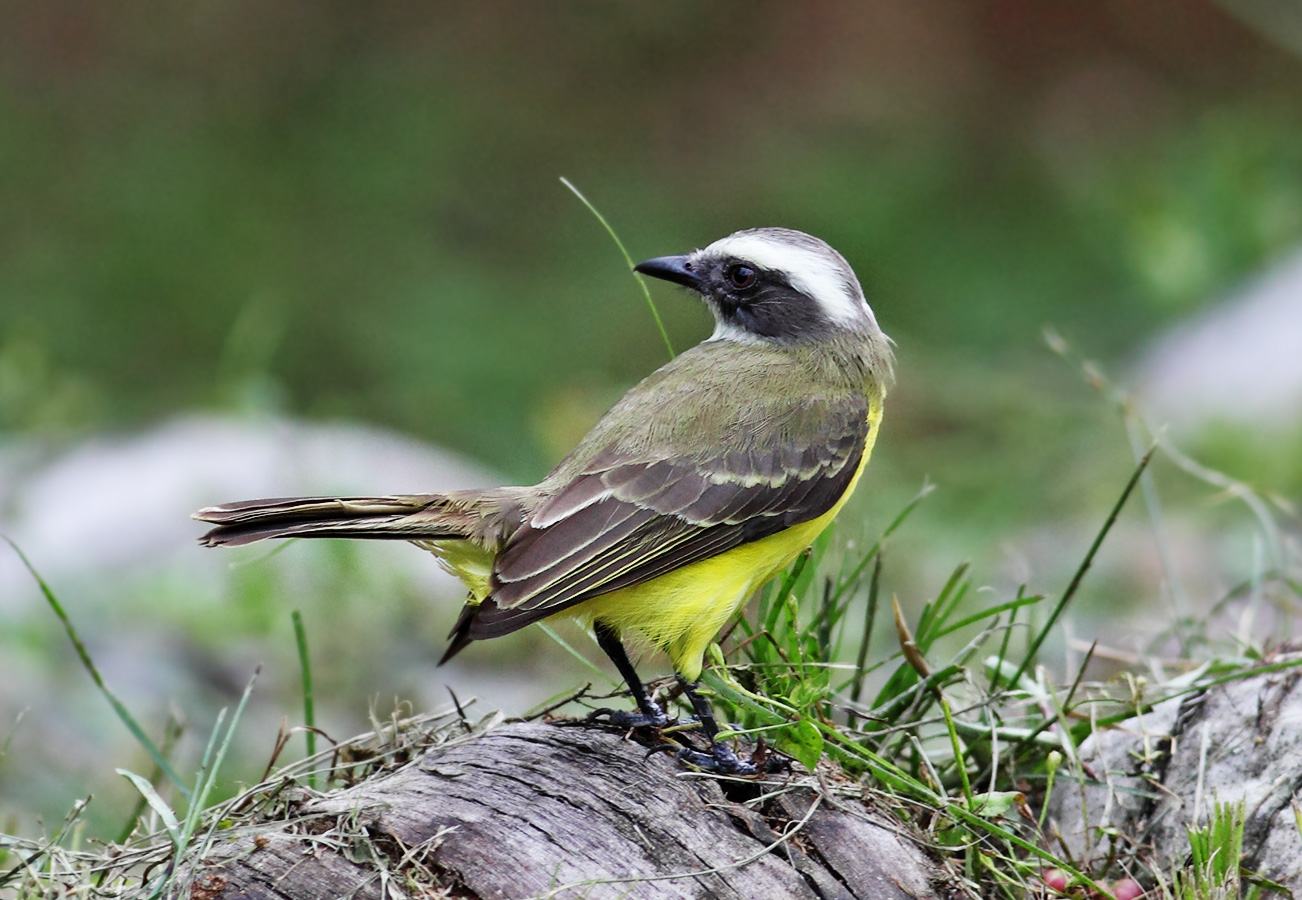
Na Costa Rica
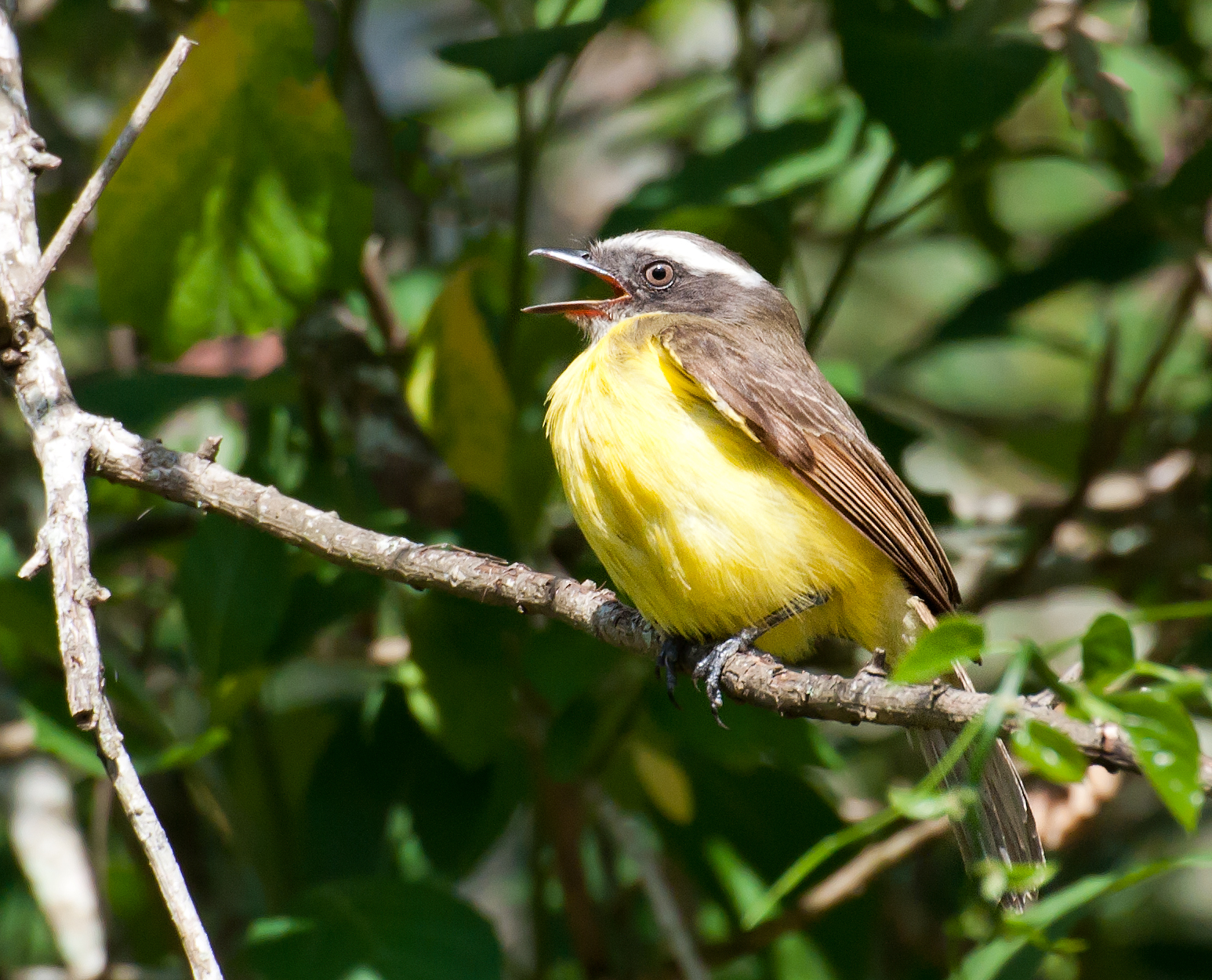
Em São Paulo, Brasil
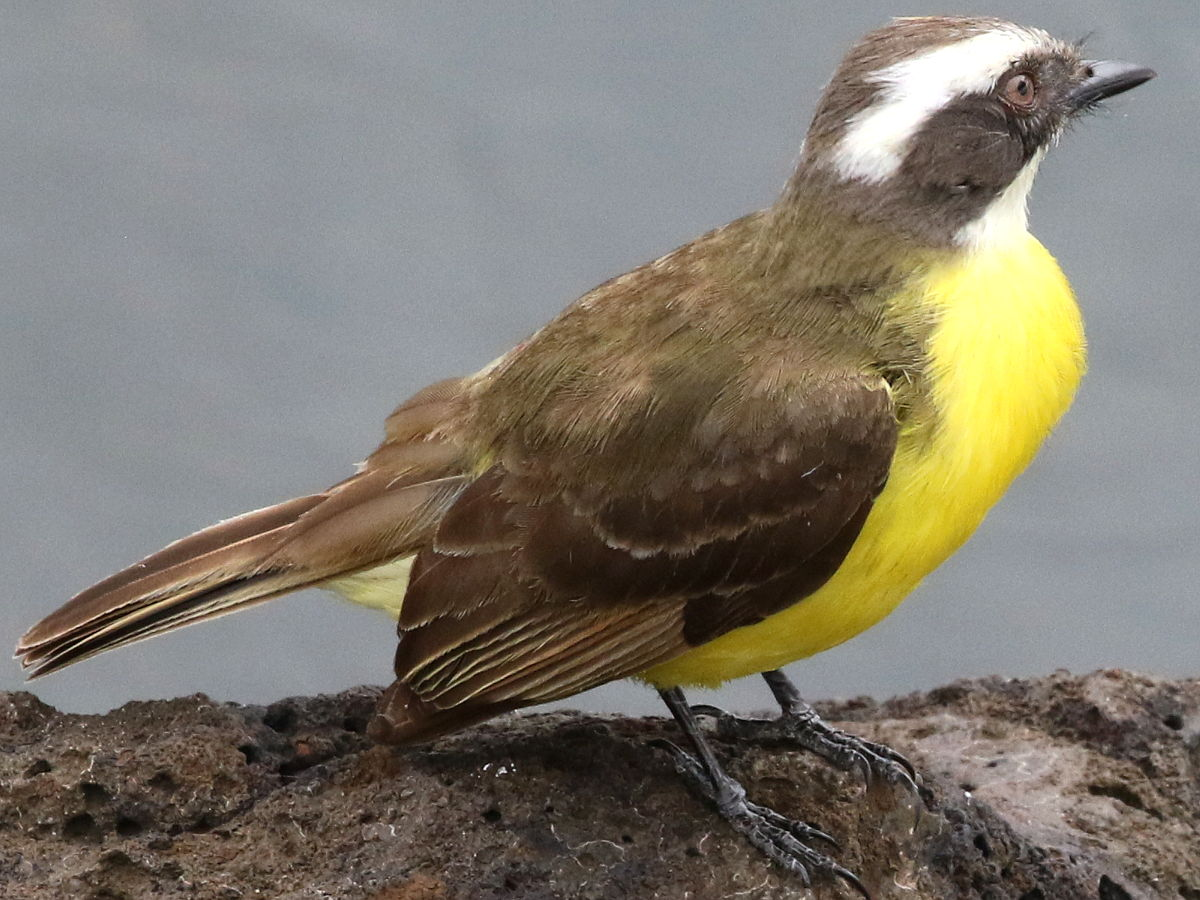
Cataratas do Iguaçu, Argentina